# Nachal Cafran
Nachal Cafran (hebrejsky: נחל צפרן) je krátké vádí v Izraeli, v Judských horách v Jeruzalémském koridoru.
Začíná v zalesněné krajině v nadmořské výšce víc než 300 metrů mezi vesnicemi Mesilat Cijon a Bejt Me'ir. Ústí pak ve vesnici Mesilat Cijon zprava do toku Nachal Me'ir.